# Chiesa di San Rocco (Altopiano della Vigolana, Vigolo Vattaro)
La chiesa di San Rocco, o chiesa di San Rocco all'Ospitale, è una chiesa cattolica situata a Vigolo Vattaro, frazione di Altopiano della Vigolana in Trentino; è sussidiaria della parrocchiale di San Giorgio di Vigolo Vattaro e fa parte dell'arcidiocesi di Trento.

## Storia

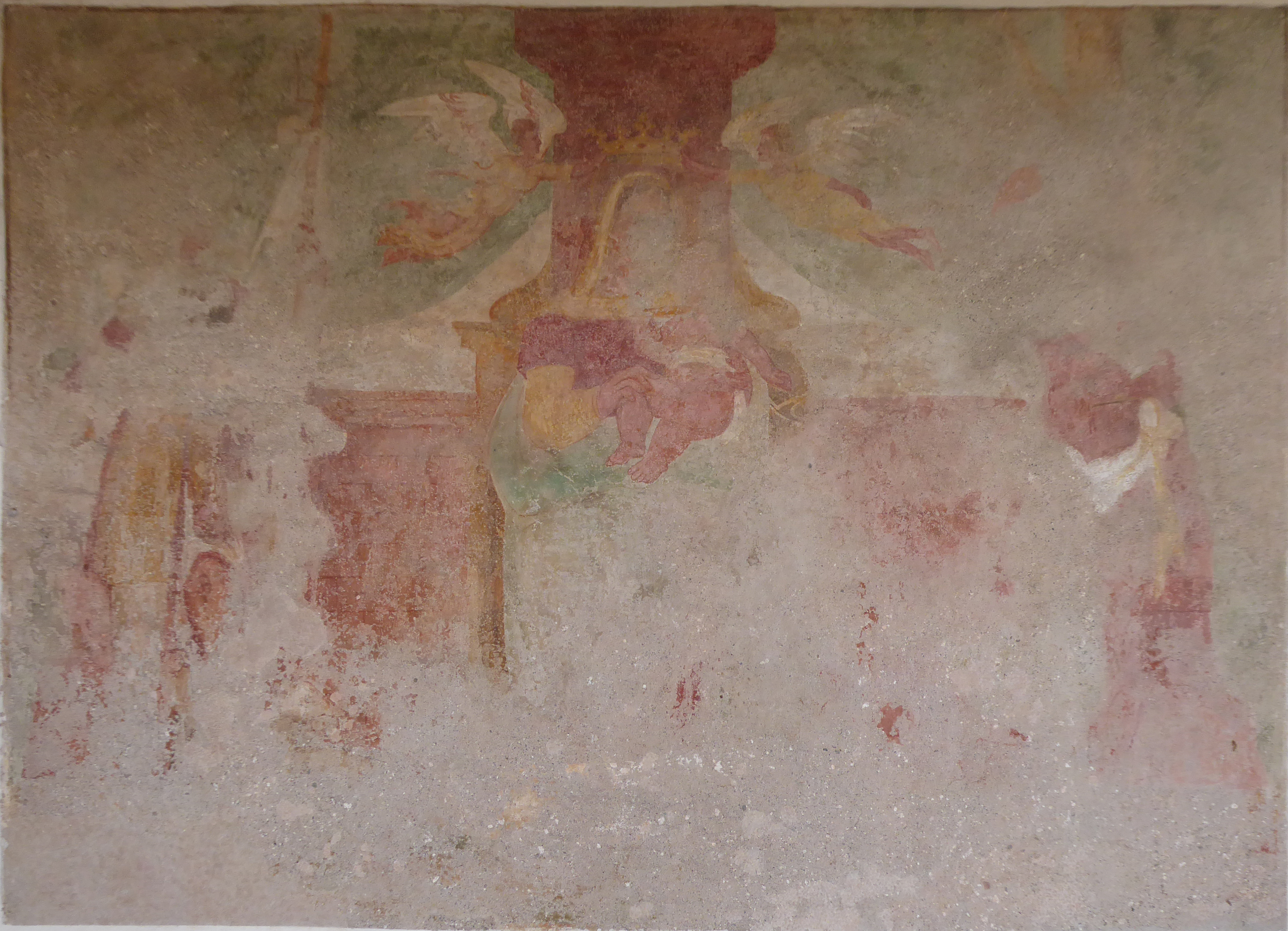
L'affresco sul lato destro

La chiesa, legata all'antico ospedale di passo adiacente (documentato dal 1478), venne costruita forse tra la fine del Quattrocento e l'inizio del Cinquecento, ed è attestata per la prima volta negli atti di una visita pastorale di Tommaso Campeggio del 1533. Tradizioni prive di fondamento affermano che sarebbe non solo la chiesa più antica di Vigolo Vattaro, ma anche "la seconda di tutto il Trentino, risalente ai tempi di Carlo Magno". 
Nonostante fosse stata eretta da poco, nel corso del Cinquecento la chiesa non venne sempre tenuta in ottime condizioni, tanto che più volte le autorità vescovili dovettero chiederne la manutenzione, arrivando alle volte anche a interdirla; a partire dal Seicento la comunità comincia a prendersene maggiormente cura, in parte anche grazie alla rinnovata devozione verso san Rocco a seguito della peste del 1630, che a Vigolo fu particolarmente violenta. Entro il 1612 vennero scialbati gli affreschi interni e vi venne dipinta sopra l'immagine della Madonna del Latte (restaurata nel 1700 da un tal Antonio Piandin); intorno alla metà del Seicento vennero realizzati i due altari: quello laterale, pala inclusa, venne commissionato dalla locale confraternita dei Battuti non prima del 1649.
Nella seconda metà del Seicento venne anche aperta la piccola monofora a sinistra del portale d'accesso; dopo questo intervento non si registrano altre modifiche strutturali alla chiesa, che è rimasta quindi sostanzialmente invariata per tre secoli. Alcune testimonianze raccontano di come essa fosse particolarmente cara alla popolazione di Vigolo; tradizionalmente vi si recavano le puerpere per la benedizione dopo il parto, e vi si tenevano le conferenze per le figlie di Maria. 
Nel 1978-79 venne compiuto un restauro generale dell'edificio: tra le altre cose, vennero ripristinati gli affreschi, vennero rifatte le coperture, il pavimento e l'impianto elettrico, venne aggiunta la tettoia sopra all'ingresso e venne installato il sistema d'allarme; essendo la chiesa molto più in basso del piano pavimentale circostante, in quell'occasione venne anche eretto un contromuro di sostegno alla strada che le corre intorno, trasformando lo spazio nel mezzo in un passaggio pedonale. Un altro piccolo restauro è avvenuto intorno al 2000.

## Descrizione

### Esterno
La chiesa è addossata a ovest contro l'antico ospizio, oggi adibito ad altro uso, che ne ospita il campanile a vela sul tetto (contenente una campana di sessanta chili fusa nel 1741) e la sagrestia nel seminterrato. Il tetto è coperto da lastre di ardesia.
L'edificio è orientato verso sud, ma il prospetto principale, una bassa facciata a capanna semplice e disadorna, si trova sul lato est: essa è aperta dal portale principale in marmo rosso (riparato da una tettoia a due falde), da un oculo ovale in alto e da una monofora centinata alta e stretta, irregolare, aperta probabilmente nella seconda metà del Seicento. Vi sono altre due finestre, entrambe coeve alla chiesa ed incorniciate in pietra: una quadrata, sul fianco sud-orientale, l'altra rettangolare sdraiata e chiusa da inferriate, al centro del prospetto nord; sopra a quest'ultima si trova un affresco piuttosto rovinato raffigurante la Madonna in trono con due santi, probabilmente databile alla prima metà del Cinquecento.

### Interno

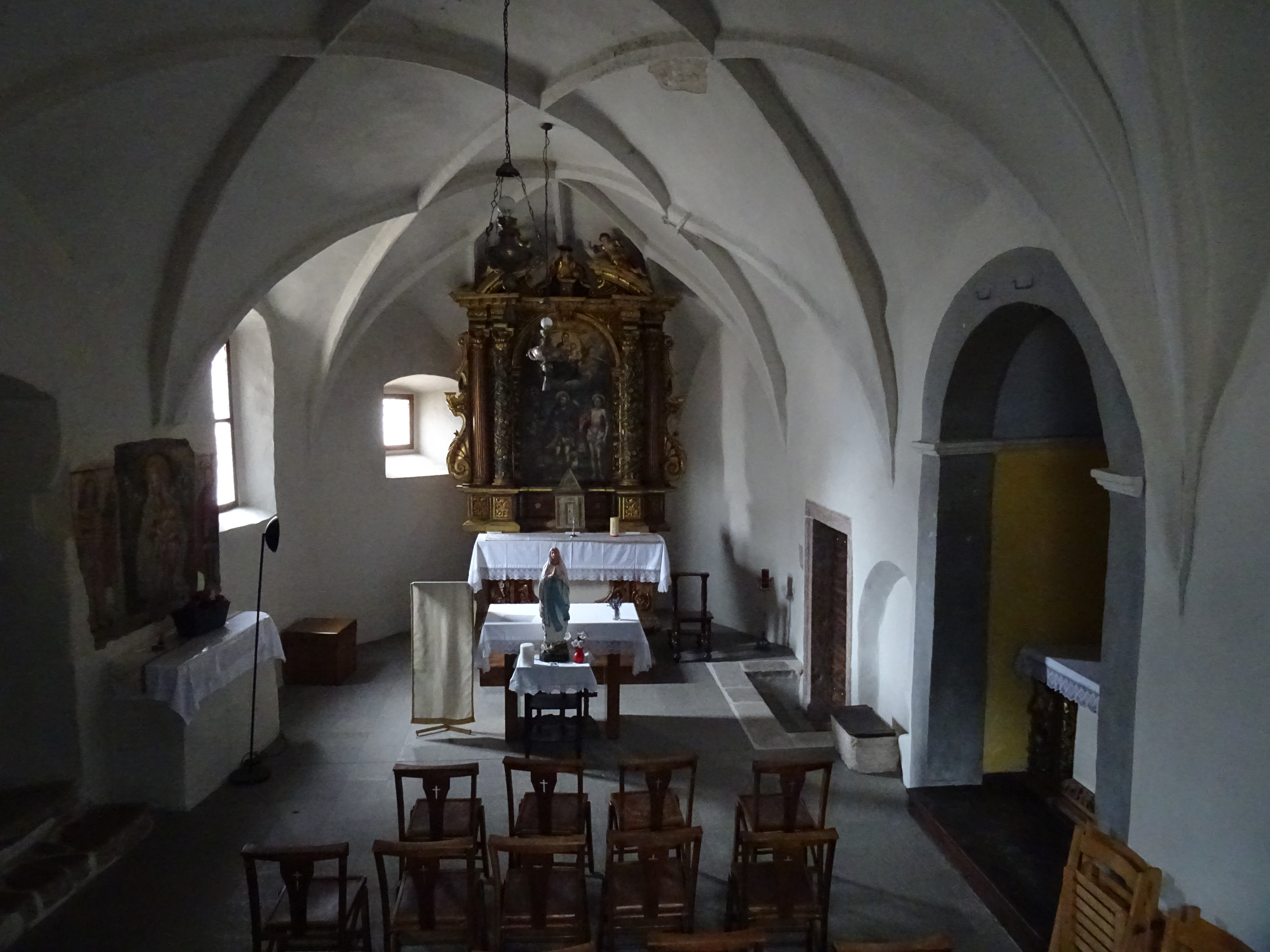
Interno

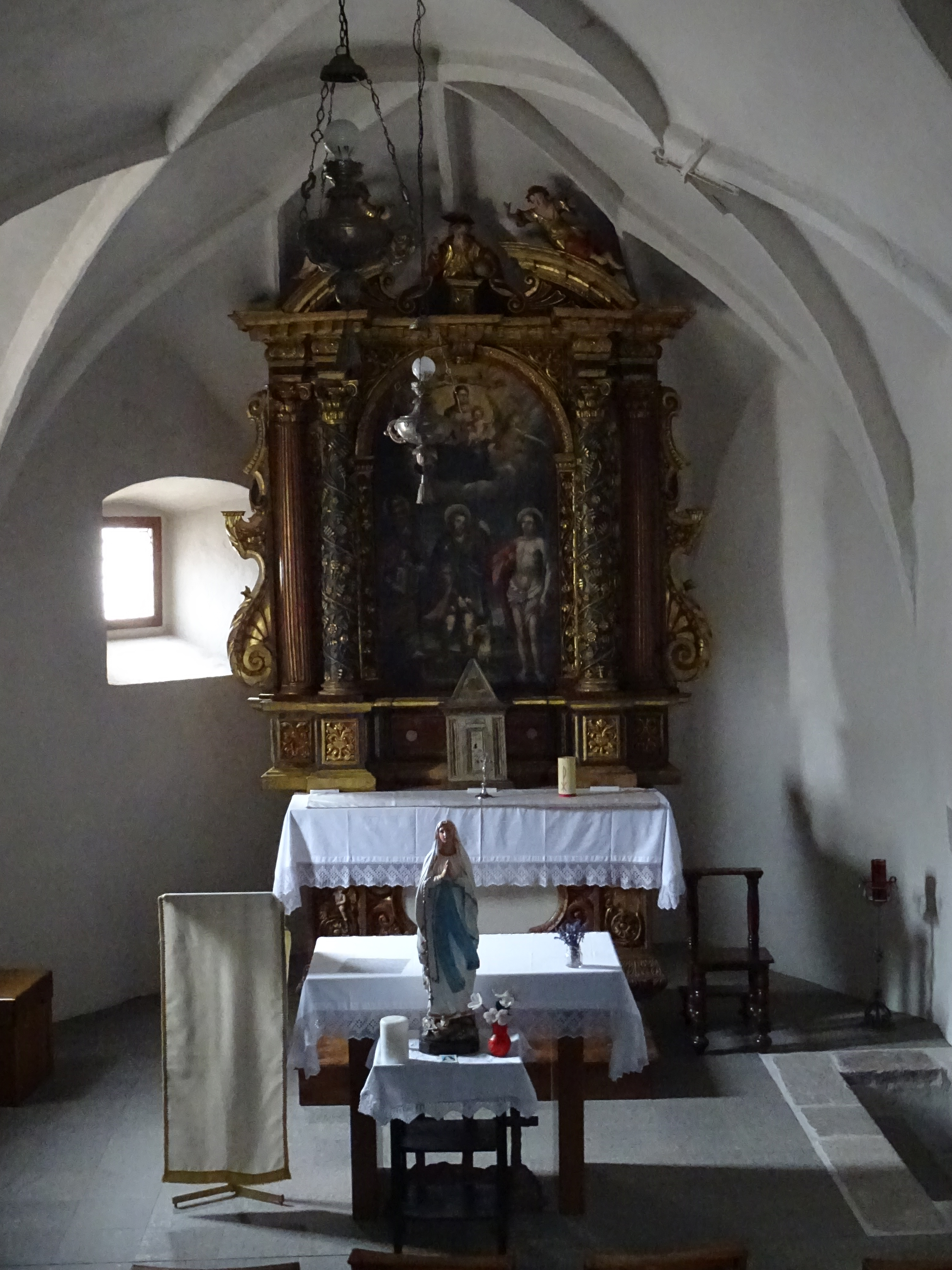
Altare maggiore

L'interno consiste di un'unica navata a pianta rettangolare irregolare, pavimentata in lastre di pietra e coperta da volta a costoloni; un'arcata a pieno centro introduce a una cappella laterale sul fianco destro, mentre a sud l'ambiente termina in un'abside poligonale. Sulla destra dell'abside si trova l'accesso per la sagrestia, ribassata di tre gradini.
La chiesa è dotata di due altari lignei seicenteschi, scolpiti e dipinti, realizzati dagli intagliatori fassani Grober, assai attivi in val di Cembra, a Piné e anche nel perginese. L'altare maggiore, dedicato naturalmente a san Rocco, è composto dall'antipendio, con paliotto ornato da candelabre e motivi floreali, su cui poggiano due coppie di colonne con capitello corinzi ornati da foglie d'acanto; le colonne interne sono cosparse da viticci, foglie e fiori, mentre quelle esterne sono percorse da scanalature rosse e dorate. Sui capitelli poggia il fastigio, contenente le sculture di Dio Padre benedicente e di due angeli con vesti in parte dorate, e in parte policrome, mentre ai due lati dell'altare sporgone delle volute dorate con funzione di portacandela. La pala di questo altare, datata 1647 e attribuita al bresciano Carlo Pozzi, rappresenta la Madonna con Bambino con i santi Rocco, Fabiano e Sebastiano; la sua cornice riprende sui lati il motivo delle colonne interne, mentre nella centina è caratterizzata da un motivo a fiori molto più geometrico. 
L'altro altare, che venne commissionato dalla compagnia dei Battuti, è posto nella cappella laterale; è estremamente simile all'altare maggiore, ma più piccolo e con un uso maggiore della doratura; i pannelli laterali dell'antipendio raffigurano degli angeli che vegliano sopra uno dei confratelli il quale, inginocchiato, si batte il petto con una mano e si flagella con l'altra (che è andata persa). Inoltre le colonne centrali presentano anche una decorazione a fiori realizzata con pietre di colore rosso e blu, assente sull'altar maggiore. La pala di questo secondo altare raffigura la Deposizione di Cristo, con Gesù tra le braccia della Vergine e, ai lati, i santi patroni della confraternita di Vigolo, cioè Giuseppe e Carlo; è stata realizzata da un pittore non identificato, battezzato "maestro di Vigolo Vattaro", il cui stile evidenzia un forte influsso di Pietro Ricchi.
All'interno permangono, sulla parete orientale tra la porta e la finestra, i resti degradati di pitture murali di fine Quattrocento o inizio Cinquecento, di qualità modesta, raffiguranti i santi Fabiano, Sebastiano e, forse, Giacomo; questi sono parzialmente coperti dall'affresco seicentesco della Madonna del Latte, che era evidenziata anche tramite una cornice lignea fatta costruire appositamente, azzurra con angeli e altre decorazioni dorati, forse sempre opera dei Grober. 
In chiesa si conserva anche un tabernacolo ligneo proveniente, probabilmente, dalla chiesa di San Giorgio prima della sua ricostruzione; su di esso sono dipinti san Giorgio e san Giovanni Battista, attribuiti a Francesco Frigimelica. Degni di nota per la loro rarità sono anche i banchi seicenteschi.